# Cro-Mags
Cro-Mags — американський хардкор-панк і кросовер-треш-гурт з Нью-Йорка, заснований у 1981 році. Cro-Mags одні з перших почали грати суміш хардкору з геві-металом, яку пізніше почали називати хардкор-металом. Відомі також тим, що були одним з перших хардкор-панкових гуртів, які підтримували Рух Харе Крішни.

## Дискографія

### Студійні альбоми
| Рік видання | Деталі                                                            |
| ----------- | ----------------------------------------------------------------- |
| 1986        | The Age of Quarrel - Лейбл: Profile - Формат: LP, CS, CD          |
| 1989        | Best Wishes - Лейбл: Profile - Формат: LP, CS, CD                 |
| 1992        | Alpha Omega - Лейбл: Century Media - Формат: LP, CS, CD           |
| 1993        | Near Death Experience - Лейбл: Century Media - Формат: LP, CS, CD |
| 2000        | Revenge - Лейбл: Cargo - Формат: CD                               |

### Збірки
Twenty Years of Quarrel and Greatest Hits
- Видана: 21 березня, 2006
- Лейбл: Cro-Mag Recordings
- Формат: CD

### Живі альбоми
Hard Times in an Age of Quarrel
- Виданий: 1994
- Лейбл: Century Media
- Формат: CD

### Відео-альбоми
Final Quarrel: Live at CBGB 2001
- Виданий: 28 серпня, 2007
- Лейбл: Cro-Mags Recordings
- Формат: DVD

### Демо-альбоми
Before the Quarrel
- Виданий: 1985
- Лейбл: самовидання
- Формат: CS (перевиданий на LP та CD через кілька років)

### Музичнікліпи
| Рік  | Пісня                     | Альбом             |
| ---- | ------------------------- | ------------------ |
| 1986 | «We Gotta Know»           | The Age of Quarrel |
| 1988 | «The Beat»                |                    |
| 1989 | «Crush Demoniac»          | Best Wishes        |
| 1992 | «The Paths of Perfection» | Alpha Omega        |